# Сент-Джон, Оливер
Оливер Сент-Джон (англ. Oliver St John; 1598 — 31 декабря 1673, Аугсбург) — английский судья и политик, заседавший в Палате общин с 1640 по 1653 год. Он был сторонником парламентариев во время Английской революции.

## Ранние годы
Сент-Джон был сыном Оливера Сент-Джона и Сары Булкели. Его сестра, Элизабет Сент-Джон, вышла замуж за преподобного Сэмюэла Уайтинга и эмигрировала в Бостон, колония Массачусетс, в 1636 году. Сент-Джон выпустился из Куинз-колледжа в Кембридже в Великий пост в 1616 году и был принят в Линкольнс-Инн 22 апреля 1619 года. Он был принят в адвокатуру в 1626 году.
По всей видимости, у Сент-Джона были неприятности в суде в связи с крамольной публикацией, когда он связался с будущими популярными лидерами Джоном Пим и лордом Сайе. В 1638 году вместе со своим ассистентом Робертом Холборном он защитил Джона Гемпдена, который отказался заплатить «корабельные деньги», в связи с чем он выступил с заметной речью, которая сделала его ведущим адвокатом. В том же году он женился на Элизабет Кромвель, двоюродной сестре Оливера Кромвеля. Этот брак привёл к близкой дружбе с Кромвелем.

## Политическая карьера
В апреле 1640 года Сент-Джон был избран депутатом от Тотнеса в Короткий парламент. В ноябре 1640 года он был переизбран депутатом от Тотнеса в Долгий парламент. Он действовал в тесном союзе с Гемпденом и Пимом, особенно в противовес обложению «корабельными деньгами». В 1641 году, в целях обеспечения собственной поддержки, король назначил Сент-Джона заместителем министра юстиции. Это не мешало ему играть активную роль в импичменте Томас Уэнтуорта, 1-го графа Страффорда, и в подготовке законопроектов, выдвинутых в Палате общин. В результате он был уволен со своей должности в 1643 году. Он защищал решение осудить Страффорда с лишением прав и конфискацией имущества, на основании простого положения, что есть люди, которые слишком опасны для того, чтобы получить преимущество закона; он сказал Общинам: «Никогда не считалось жестоким или преступным, если нужно было убить лису или волка». Эдуард Хайд, 1-й граф Кларендон, хотя он, возможно, проголосовал в пользу обвинения, позже осудил речь Сент-Джона как, возможно, самую варварскую и бесчеловечную, когда-либо произнесённую в Палате общин.
В начале гражданской войны Сент-Джон стал одним из признанных лидеров парламента. В конфликте между парламентом и армией в 1647 году он встал на сторону последней и не был исключён при Прайдовой чистке в 1649 году. В течение этого периода он пользовался доверием Кромвеля. Помимо Кромвеля у него было мало близких друзей: его манера общения была описана как холодная и неприступная, и у него было мало терпимости к тем, кого он считал менее одаренными, чем он сам.

## Судебная и прочая деятельность
В 1648 году Сент-Джон был назначен Главным судьёй по гражданским делам, после чего он посвятил себя своим судебным обязанностям. Он отказался выступать в качестве одного из членов комиссии по делу короля Карла I и не имел никакого отношения к конституции Содружества. В 1651 году он отправился в Гаагу, где возглавлял миссию (вместе с Уолтером Стриклендом и Джоном Турло, исполняющим обязанности секретаря), чтобы обсудить политический союз между Англией и Голландской республикой. Миссия была провалена, что привело к Первой англо-голландской войне. В том же году он успешно провел аналогичные переговоры со Шотландией. Он стал ректором Кембриджского университета в 1651 году и сохранил этот пост до 1660 года.
Сент-Джон построил Торп-холл в Лонгторпе в Питерборо между 1653 и 1656 годами. Он был членом Государственного совета с 1659 по 1660 год.

## Апология и изгнание
После Реставрации Сент-Джон опубликовал отчёт о его прошлых поступках («Дело Оливера Сент-Джона», 1660), и эта апология позволила ему избежать худшего возмездия, кроме как отстранения от государственной должности. Он удалился в свой загородный дом в Нортгемптоншире до 1662 года, когда он покинул Англию и отправился в Базель, Швейцария, а затем в Аугсбург, Германия.

## Семья
Сент-Джон женился сначала на Джоанне Альтем, единственной дочери сэра Джона Альтема из Латтона, Эссекс, и у них было два сына и две дочери. В 1638 году он женился на Элизабет, дочери Генри Кромвеля, с которой у него было двое детей. После её смерти в 1645 году он женился на Элизабет Оксенбридж, дочери Даниэля Оксенбриджа. Его сын Фрэнсис был депутатом от Питерборо. Его дочь Джоанна вышла замуж за сэра Уотера Сент-Джона из Лидияр Трегоз и была бабушкой виконта Болингброка. Его третья дочь, Элизабет, вышла замуж за сэра Джона Бернарда, 2-го баронета и их дочь Джоанна Бернард, вышла замуж за Ричарда Бентли.